# 미야노모리 미술관

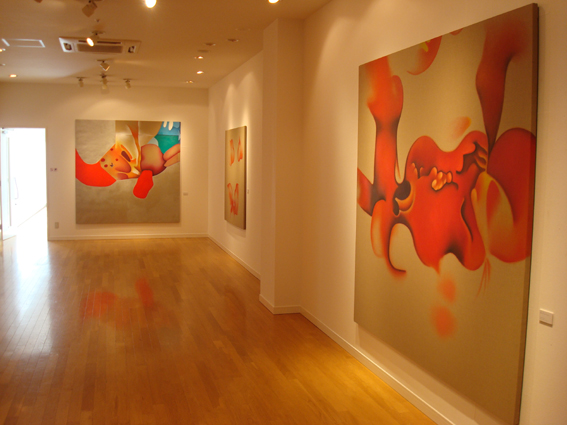
미야노모리 미술관 내부

미야노모리 미술관(일본어: 宮の森美術館 미야노모리비쥬쓰칸[*])은 홋카이도 삿포로시 주오구에 위치한 미술관이다.